# Вулиця Оборонців Чернігова
Ву́лиця Оборонців Чернігова — вулиця у місті Чернігів. Одна з основних вулиць Деснянського району Чернігова. Починається від Кордівки, перетинає вулицю Шевченка й іде на північ, до проспекту Михайла Грушевського.
У липні 2024-го була перейменована. Попередні назви: Петербурзька, Троцького, Червоноармійська, Східночеська, Олександра Молодчого.
Вулиця забудована переважно індивідуальними будинками та багатоповерховими житловими будинками.

## Транспорт

### Тролейбуси
Вулицею Оборонців Чернігова на ділянці від площі П'яти кутів до кінця вулиці курсують 2 маршрути чернігівського тролейбуса:
- № 6 — від П'яти кутів до кінця вулиці;[3]
- № 7 — від П'яти кутів до кінця вулиці;[4]

### Маршрутні таксі
На початку вулиці проходить траса 5-ти маршрутних таксі: № 7, № 15, № 25, № 42 і № 135.
Наприкінці вулиці — від площі П'яти кутів до кінця вулиці, а далі по проспекту Михайла Грушевського — задіяні 3 номери маршрутних таксі — № 8, № 11 і № 12. Їх маршути однакові на цій ділянці.

## Об'єкти
На вулиці Оборонців Чернігова розташована деяка кількість громадських будівель і приміщень державних і міських органів влади, об'єктів міської інфраструктури і комфорту, зокрема — закладів освіти.

## Галерея

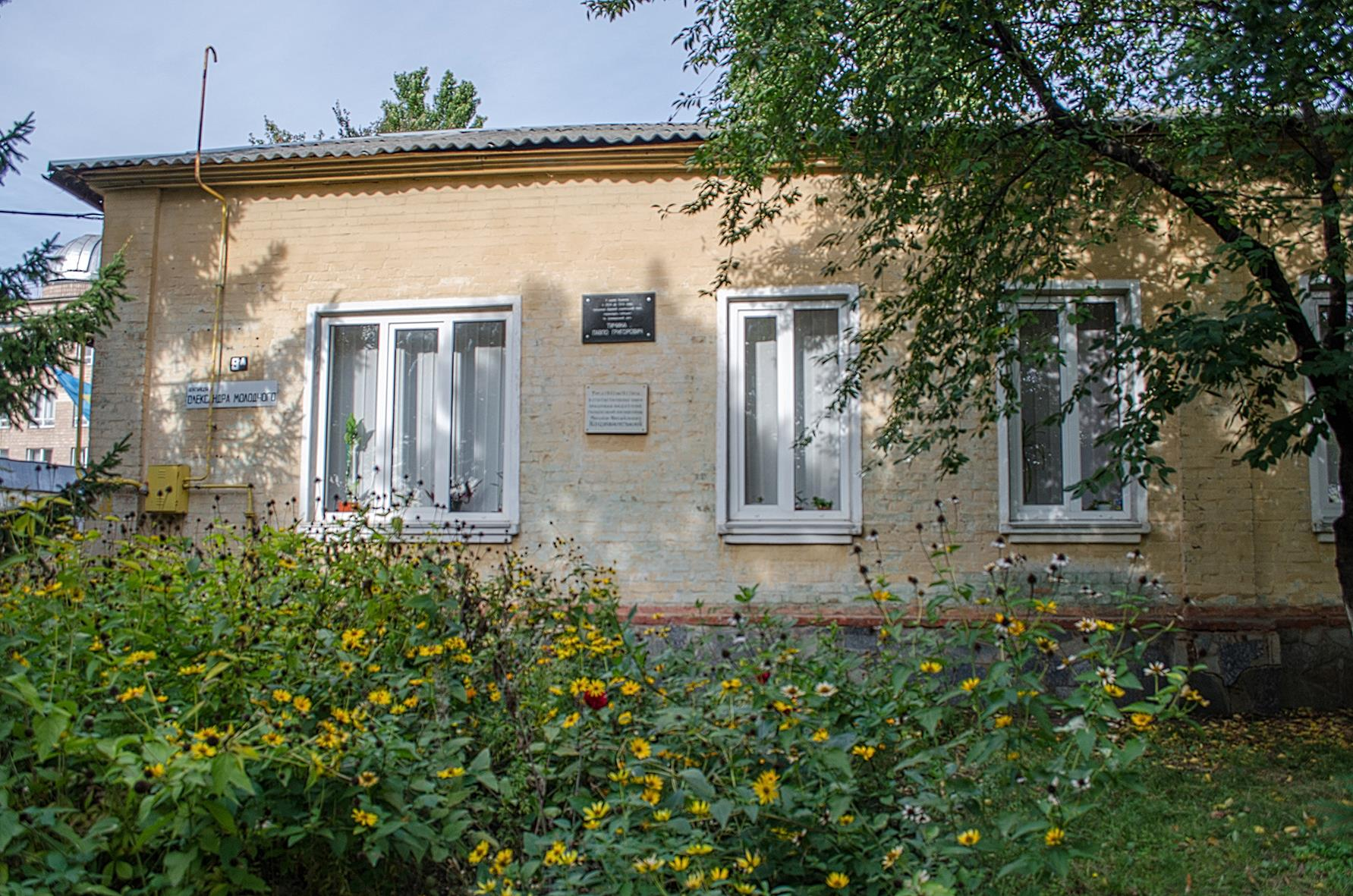
Будинок колишнього статистичного бюро Чернігівського губернського земства, в якому працював М. М. Коцюбинський, вул. Оборонців Чернігова, 9
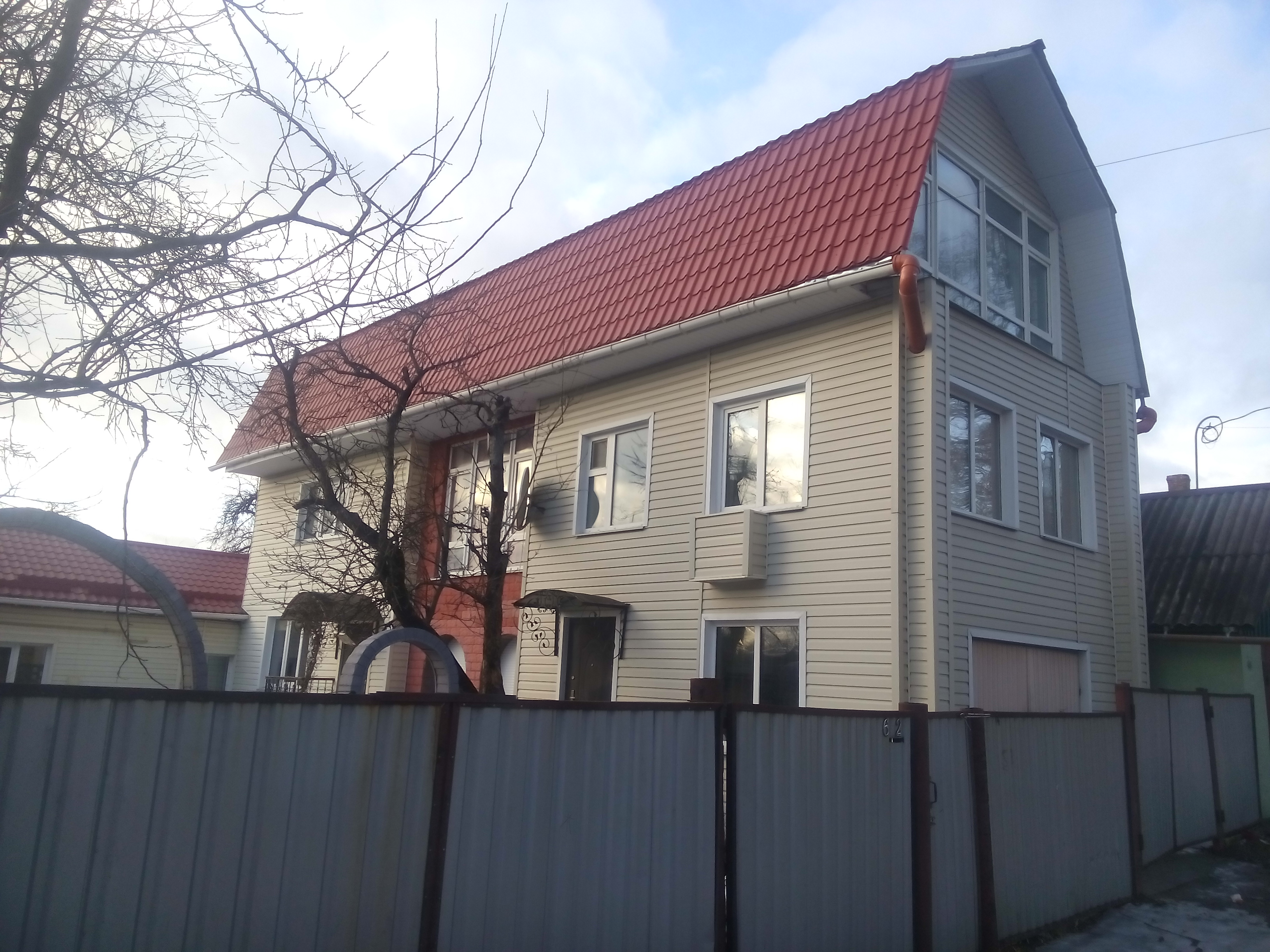
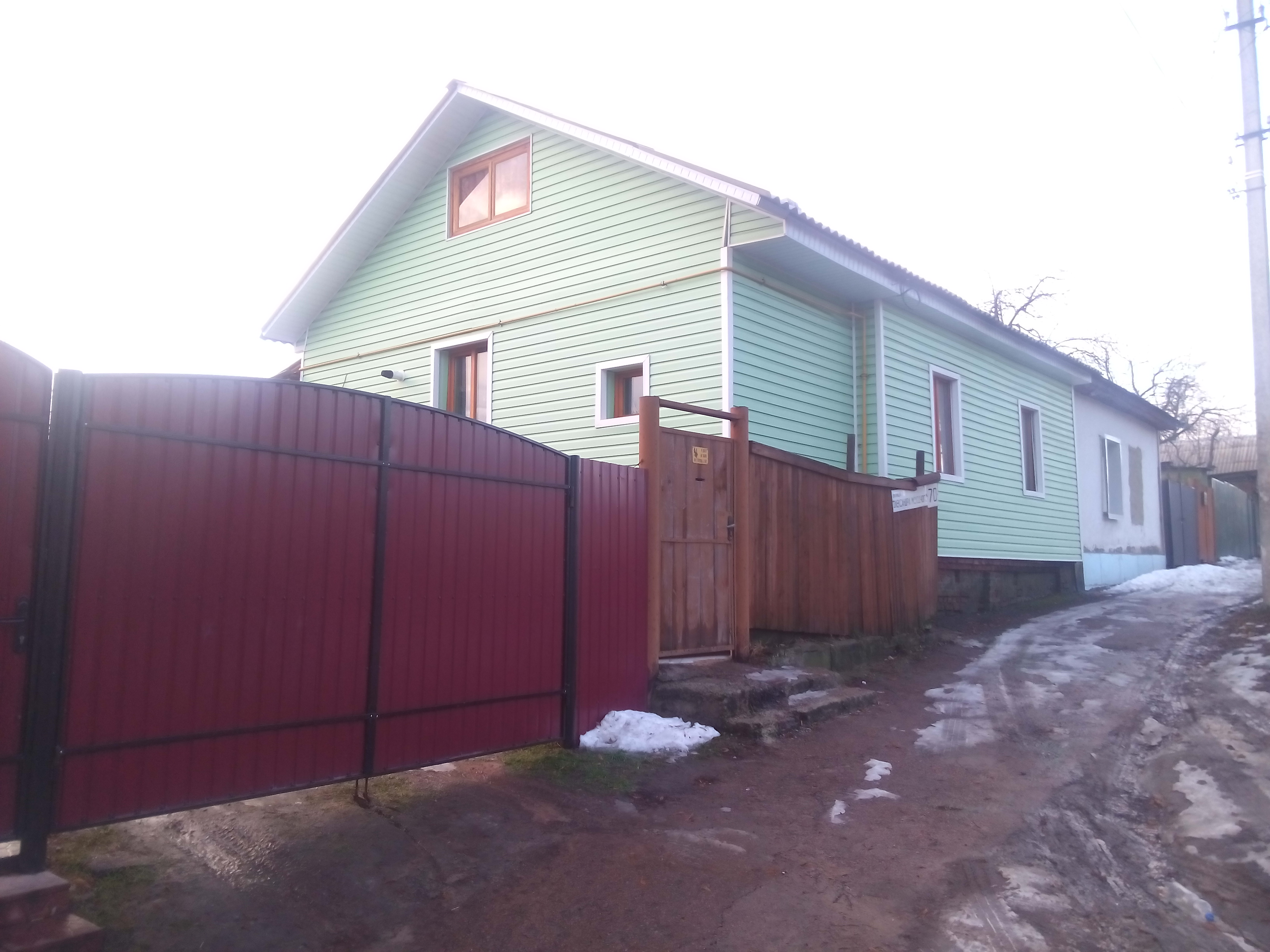
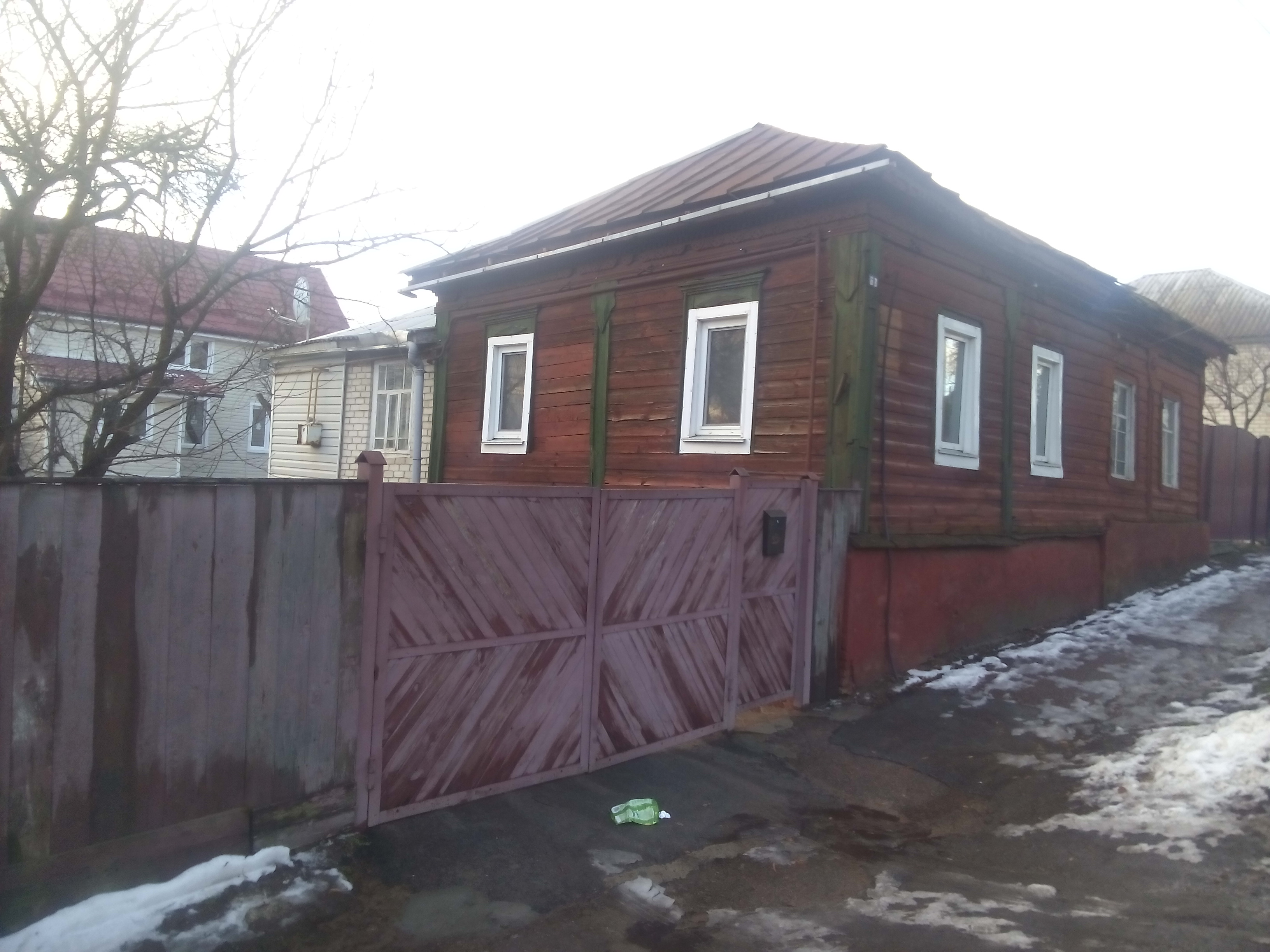
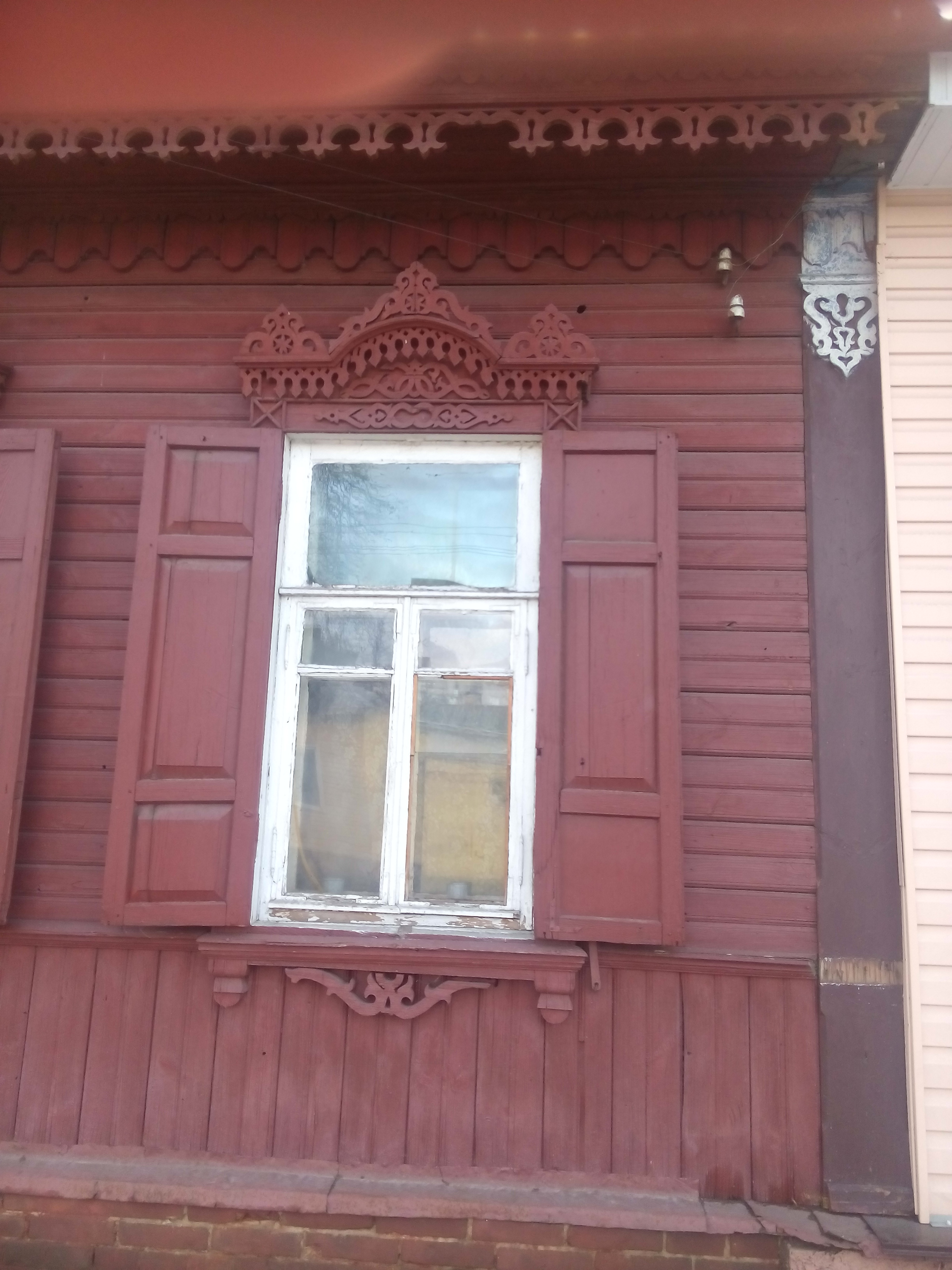
Старовинний дерев'яний будинок з віконницями